# Richard Aherne
Pour les articles homonymes, voir Aherne.
Richard (Vincent) Aherne, né le 19 mars 1911 à Dublin (Irlande) et mort le 8 juin 2002 à Los Angeles (Californie), est un acteur irlandais, parfois crédité Richard Nugent.

## Biographie
Installé aux États-Unis où il mène l'essentiel de sa carrière, Richard Aherne débute au théâtre à Broadway (New York) en décembre 1938, dans la pièce Bright Rebel de Stanley Young. Sa seconde (donc dernière) prestation à Broadway est dans la comédie musicale La Kermesse de l'Ouest de Frederick Loewe et Alan Jay Lerner (1951-1952, avec James Barton et Olga San Juan).
Au cinéma, il contribue principalement à des films américains, les deux premiers sortis en 1943 (dont Sahara de Zoltan Korda, avec Humphrey Bogart) ; le dernier est Le justicier braque les dealers de J. Lee Thompson (1987, avec Charles Bronson). Entretemps, mentionnons le film britannique Christophe Colomb de David MacDonald (1949, avec Fredric March dans le rôle-titre) et Le Trouillard du Far West de Norman Taurog (1956, avec Dean Martin et Jerry Lewis).
Enfin, à la télévision américaine, il apparaît dans un téléfilm (1952) et quelques séries, dont Perry Mason (un épisode, 1958).

## Théâtre à Broadway (intégrale)
- 1938 : Bright Rebel, pièce de Stanley Young : Jarvis / Colonel Stanhope
- 1951-1952 : La Kermesse de l'Ouest (Paint Your Wagon), comédie musicale mise en scène par Daniel Mann, musique de Frederick Loewe, lyrics et livret d'Alan Jay Lerner : Edgar Crocker

## Filmographie partielle

### Cinéma
(films américains, sauf mention contraire)
- 1943 : Sahara de Zoltan Korda : Capitaine Jason Halliday
- 1944 : L'Odyssée du docteur Wassell (The Story of Dr Wassell) de Cecil B. DeMille : le chef du convoi britannique
- 1944 : La Perle des Borgia (The Pearl of Death) de Roy William Neill : Bates
- 1946 : L'Emprise (Of Human Bondage) d'Edmund Goulding : Emil Miller
- 1949 : Christophe Colomb (Christopher Columbus) de David MacDonald (film britannique) : Vicente Yáñez Pinzón
- 1956 : Le Trouillard du Far West (Pardners) de Norman Taurog : le chauffeur
- 1956 : Au sixième jour (D-Day the Sixth of June) d'Henry Koster : Grainger
- 1957 : L'Homme qui n'a jamais ri (The Buster Keaton Story) de Sidney Sheldon : Franklin
- 1987 : Le justicier braque les dealers (Death Wish 4: The Crackdown) de J. Lee Thompson : le véritable Nathan White

### Télévision
(séries)
- 1953 : Martin Kane, Private Eye, saison 4, épisode 33 Trip to Bermuda : Peter Farnum
- 1958 : Perry Mason, saison 1, épisode 39 The Case of the Rolling Bones de Roger Kay : Dr Matthew Norris